# Glyphostoma gratula
Glyphostoma gratula é uma espécie de gastrópode do gênero Glyphostoma, pertencente à família Clathurellidae.